# Świerk kaukaski
Świerk kaukaski t. świerk wschodni (Picea orientalis) — gatunek drzewa z rodziny sosnowatych (Pinaceae). Pochodzi z Kaukazu i z Azji Mniejszej. W Polsce uprawiany i lokalnie zadomowiony jako kenofit.

## Morfologia
PokrójDrzewo w ojczyźnie osiąga 35–40 (50) m wysokości i 2 m pierśnicy, podobne z pokroju do świerka pospolitego.
LiścieIgły ma bardzo krótkie (najkrótsze ze świerków), długości do 1 cm, ciemnozielone i błyszczące, grube, wałeczkowate, tępo zakończone, gęsto ułożone na górnej stronie, skierowane do przodu. Zakrywają pęd.
PędyPędy jasne, błyszczące, bardzo cienkie, drobno owłosione.
SzyszkiSzyszki wąskie, wydłużone (6–9 cm), jasnobrązowe. Łuski nasienne zaokrąglone i całobrzegie.
NasionaNasiona małe (do 4 mm), ciemne, ze skrzydełkiem dwukrotnie dłuższym od nasienia.

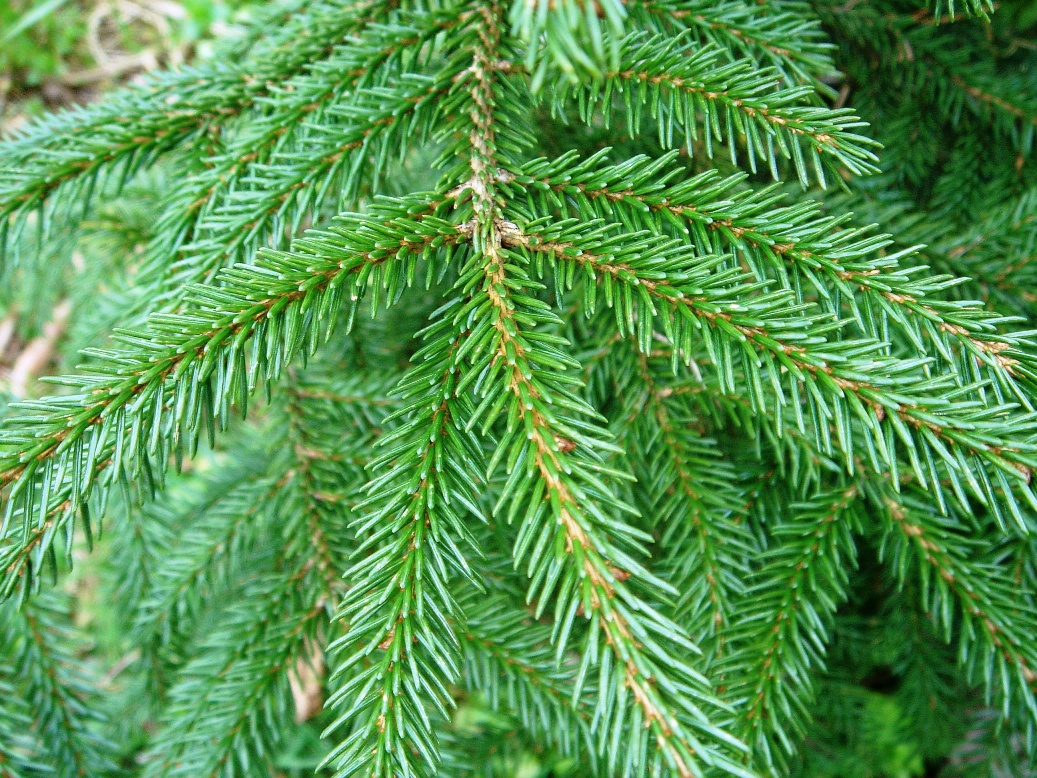
Ulistnienie
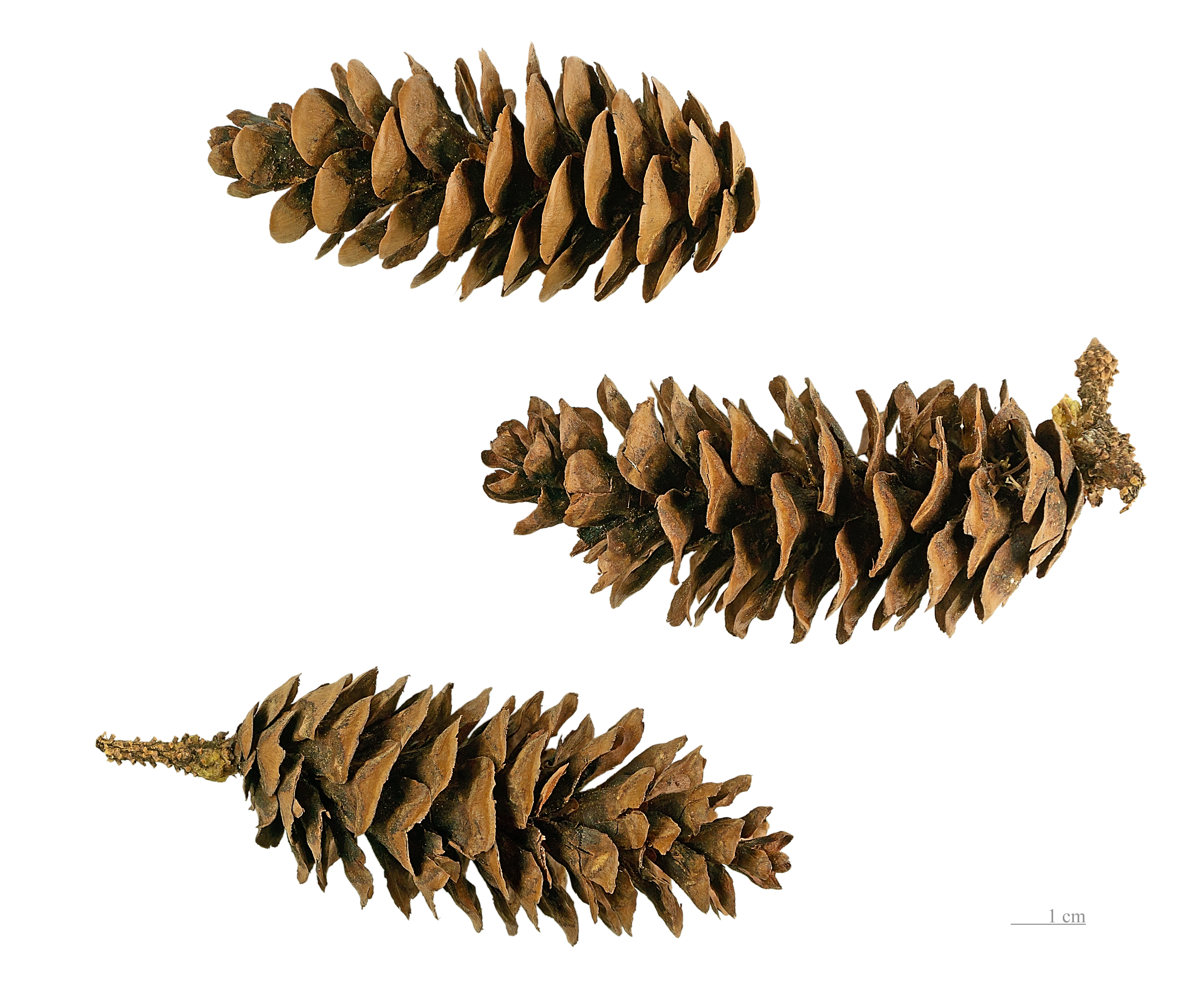
Szyszki
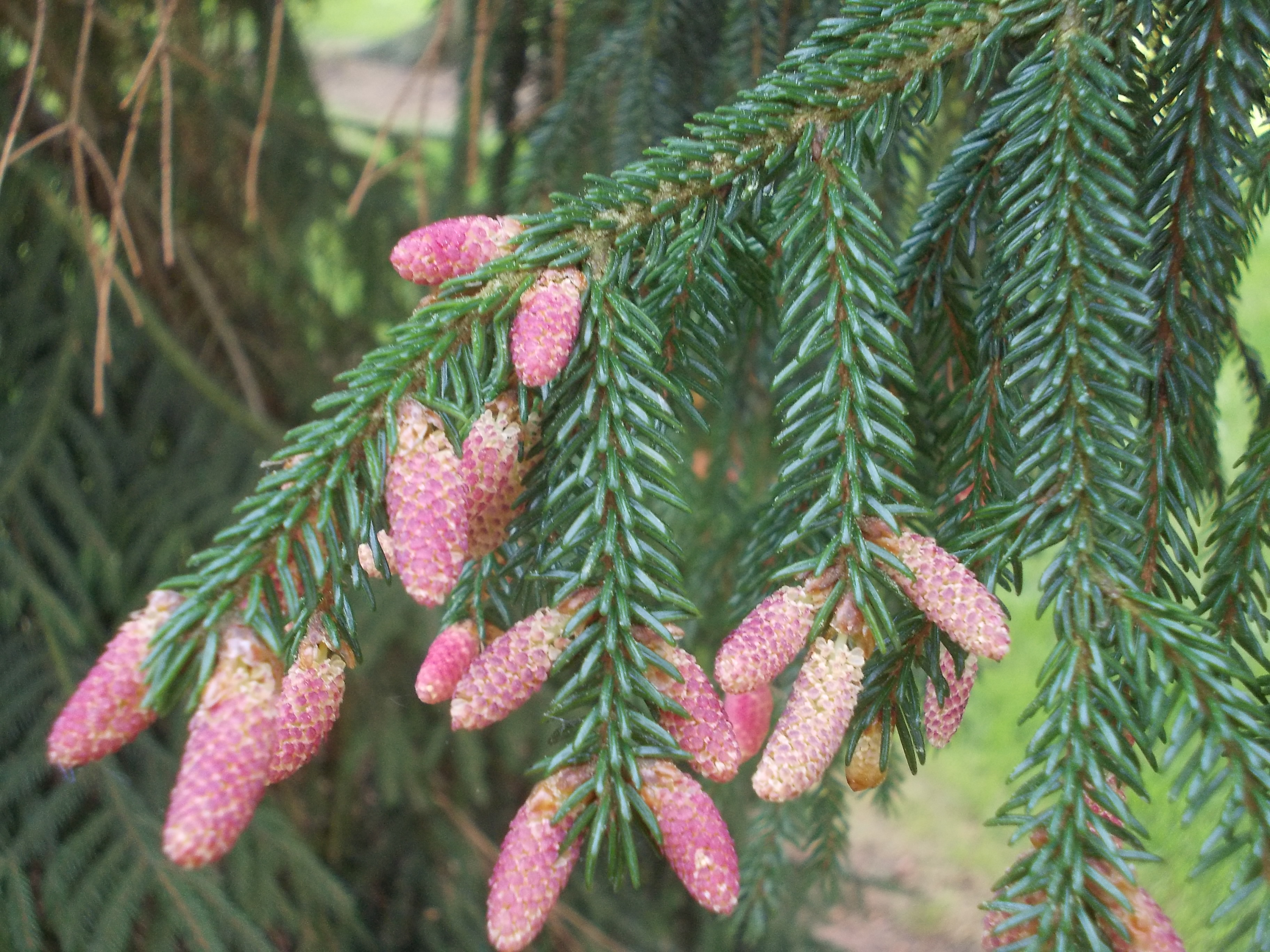
Kwiatostany męskie odmiany 'Aurea'

## Biologia i ekologia
Zdolność kiełkowania nasion tego gatunku wynosi 90%.
Rośnie w zachodniej części Kaukazu i w Azji Mniejszej, gdzie tworzy drzewostany lite bądź mieszane z jodłą kaukaską (Abies nordmanniana). W górach występuje od 1350 do 2100 m n.p.m.

## Zastosowanie

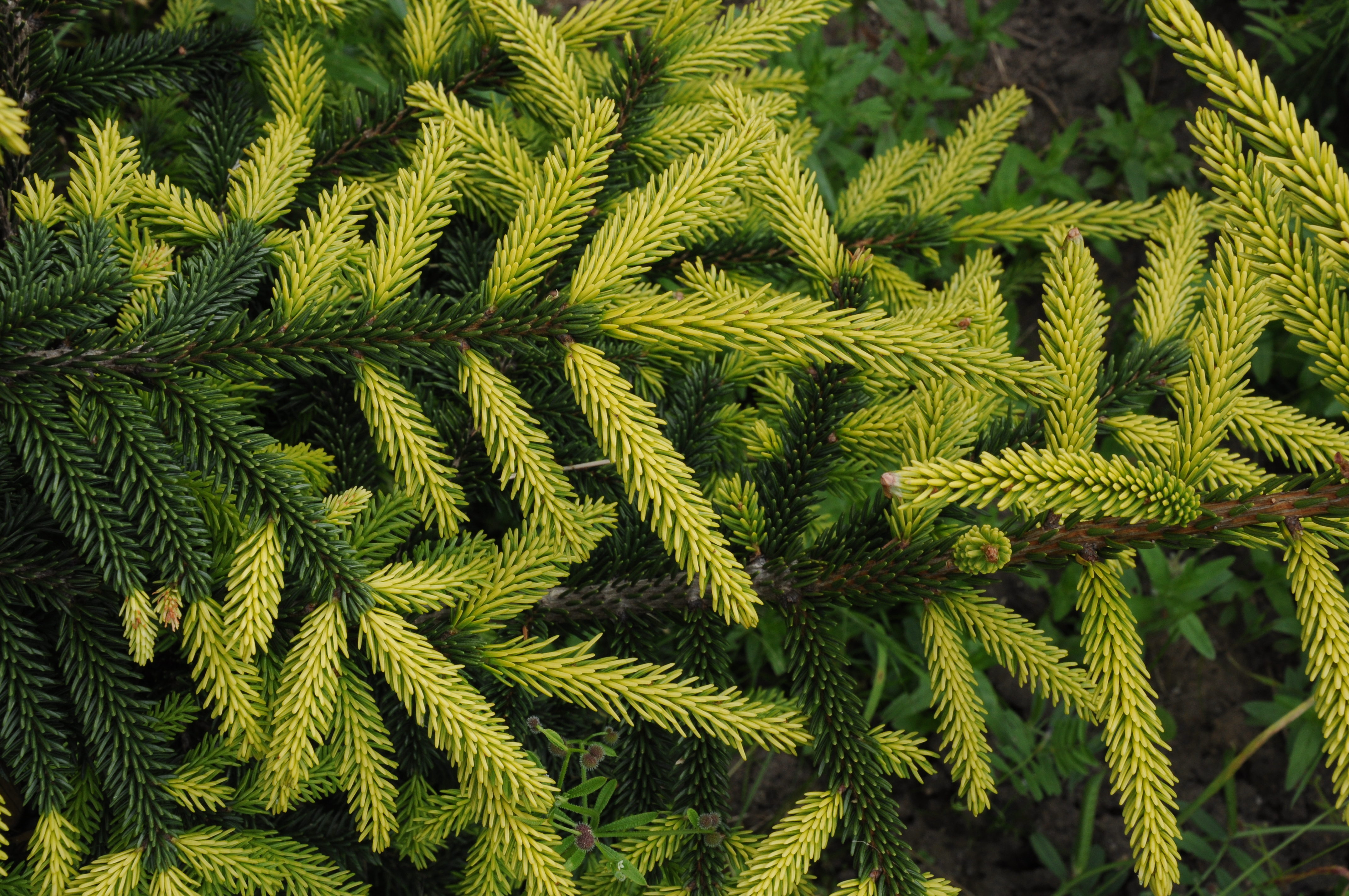
Picea orientalis 'Aureospicata'

Do Europy sprowadzony w 1837 r., stosowany przede wszystkim jako drzewo parkowe. Jest jednym z najbardziej cienioznośnych gatunków świerka. Dobrze znosi klimat w Polsce, gdzie rośnie wolno i dorasta do wysokości 28 m. 